# Мэдден, Дэйв
Дэвид Джозеф «Дэйв» Мэдден (англ. David Joseph «Dave» Madden; 17 декабря 1931, Сарния, Онтарио, Канада — 16 января 2014, Джэксонвилл, Флорида, США) — американский актёр канадского происхождения.

## Биография

### Ранние годы
Дэйв Мэдден родился в канадском городе Сарния в семье Верны (урожденной Бёрли) и Роджера Мэдденов. У него было два старших брата и сестра: Мэри Роджер (род. 1919), монахиня в колледже штата Индиана; Ричард (1921—?) и Джек (1926—1948). Детство Мэдден провёл в Порт-Гуроне, штат Мичиган, а в 1939 году, после смерти отца, был отправлен жить со своей тётей Бесс и дядей Фрэнком Хоффом в Терре-Хот, штат Индиана. В 13 лет Мэдден попал на велосипеде в серьёзную аварию и несколько месяцев был прикован к кровати. В это время он увлёкся магией. Впоследствии он использовал фокусы в своих комедийных сценках, выступая в районе Терре-Хота.
В 1950 году Мэдден окончил школу, где был редактором школьной газеты, куда писал шутки собственного сочинения. Проучившись один семестр в Педагогическом колледже Индианы (ныне Университет штата Индиана), он в 1951 году был призван в ВВС США. Мэддена направили в Триполи, Ливия, где он имел успех, работая конферансье в местном театре, и даже выступал перед Идрисом I, тогдашним королём Ливии. Демобилизовавшись из армии, Мэдден учился в Университете Майами, который окончил в 1959 году со степенью в области коммуникаций.

### Карьера
После двух неудачных лет работы в Southern nightclub circuit, Мэдден перебрался в Лос-Анджелес, где успешно выступил в ночном клубе в Беверли-Хиллз, после чего проработал там ещё 10 недель, а также получил рекомендации от Фрэнка Синатры к Эду Салливану, и был приглашён последним в своё ночное шоу. Благодаря этим выступлениям он в 1965 году получил свою первую роль в кино в сериале Camp Runamuck.
Мэдден получил национальную известность после роли в сериале «Хохмы Роуэна и Мартина» (1968—1969). Однако настоящая популярность пришла к нему после роли затравленного менеджера Рубена Кинкейда в сериале «Семья Партриджей» (1970—1974). Дэнни Бонадьюс, который снимался с Мэдденом в «Семье Партриджей», и которого Дэйв взял в свой дом, когда в семье Бонадьюса был раздор, сказал, что многим обязан Мэддену. В 1976 году Дэйв снялся в одном из первых фильмов Рона Ховарда «Ешь мою пыль!».
Дэйв Мэдден также был приглашённой звездой в других сериалах, таких как «Моя жена меня приворожила» (1967—1969), «Счастливые дни» (1974), «Лодка любви» (1978) и «Остров фантазий» (1979). В 1978—1985 годах он снимался в сериале «Элис». В последний раз в качестве приглашённой звезды Мэдден выступил в 1998 году в сериале «Сабрина, ведьма-подросток», где он сыграл доктора Эгглхофера.
В 1995 году Мэдден появился в комедии «Парень познаёт мир» в эпизоде Rave On.

### Личная жизнь
В 1975 году Мэдден женился на Нене Арнольд, у пары родились дочь Селена и сын Питер Майкл. В 1985 году они развелись. 28 мая 1998 года Мэдден женился на своей бывшей возлюбленной из колледжа Сэнди Мартин.
Во время съёмок в сериале «Семья Партриджей» Мэдден увлёкся фотографией, начал приносить фотоаппарат на съёмки и фотографировать кастинги, съёмочную группу и приглашённых звёзд. В итоге фотография стала его хобби до конца жизни.
Мэдден, давний курильщик, бросил курить после съёмок в эпизоде Each Dawn I Diet сериала «Семья Партриджей», в котором Дэнни и Рубен, которого играл Мэдден, в шутку поспорили, что Рубен сможет воздержаться от курения дольше, чем Дэнни от конфет.
В своих мемуарах Мэдден рассказал, что не поладил с мужем Ширли Джонс Марти Инджелсом, в результате чего имел с ней непродолжительные отношения.

### Смерть
Мэдден умер 16 января 2014 года в хосписе в Джэксонвилле, штат Флорида, от осложнения миелодиспластического синдрома.